# Amphiesmoides ornaticeps
Amphiesmoides ornaticeps is een slang uit de familie toornslangachtigen (Colubridae) en de onderfamilie waterslangen (Natricinae).

## Naam en indeling
De wetenschappelijke naam van de soort werd voor het eerst voorgesteld door Franz Werner in 1924. Oorspronkelijk werd de wetenschappelijke naam Tropidonotus ornaticeps gebruikt. De slang werd later aan het geslacht Macropophis toegekend. De soort werd door Edmond V. Malnate in 1961 aan het geslacht Amphiesmoides toegewezen en is tegenwoordig de enige vertegenwoordiger van deze monotypische groep.

## Verspreiding en habitat
De soort komt voor in delen van zuidelijk Azië en leeft in de landen China en Vietnam. De habitat bestaat uit vochtige tropische en subtropische laaglandbossen. De soort is aangetroffen op een hoogte van ongeveer 150 tot 720 meter boven zeeniveau.

## Beschermingsstatus
Door de internationale natuurbeschermingsorganisatie IUCN is de beschermingsstatus 'veilig' toegewezen (Least Concern of LC).